# Gömböcfutó
A gömböcfutó (Omophron limbatum) a rovarok (Insecta) osztályának bogarak (Coleoptera) rendjébe, ezen belül a ragadozó bogarak (Adephaga) alrendjébe és a futóbogárfélék (Carabidae) családjába tartozó faj.

## Előfordulása
A gömböcfutó bár egész Európában honos, szigetszerű foltokban csoportokra tagolódik, amelyek egymással nincsenek kapcsolatban. Észak-Afrikában is előfordul. A rovar többnyire ritka (Magyarországon gyakori), azonban társas életmódot folytat, egyes területeken nagyobb számban megtalálhatjuk.

## Megjelenése
A gömböcfutó 0,5-0,7 centiméter hosszú. Teste kicsi, majdnem kerek, boltozatos. Sárgásbarna alapszínével, amelyet sötét fémes-zöld foltok és zegzugos harántcsíkok tarkítanak, csaknem katicabogárhoz hasonlít, mégis a futóbogárfélék családjának egyik tagja. A szabadban megfigyelve azonban hosszú lábai és viselkedése alapján sokkal jobban felismerhetjük hovatartozását.

## Életmódja
A gömböcfutó szigorúan a víz közelségéhez kötött. Vizek partján, homokpadokon és iszapfelületeken él, ahol fürgén futkározik. Legtöbbször azonban fel sem fedezzük, mivel napközben magát a homokba és kavicsba beásva pihen. A gömböcfutó éjszaka rovarokat zsákmányol.